# Phoenix sylvestris
Phoenix sylvestris (L.) Roxb. è una pianta della famiglia delle Arecacee.

## Descrizione
Phoenix sylvestris varia da 4 a 15 m di altezza e raggiunge i 40 cm di diametro. Essa raggiunge l'altezza della palma delle Canarie a cui somiglia anche esteticamente. Le foglie sono lunghe 3 m, leggermente ricurve, e poste su piccioli lunghi 1 m. La corona fogliare contiene fino a 100 foglie, raggiunge i 10 m di larghezza e un'altezza che può variare dai 7,5 ai 10 m. L'infiorescenza cresce fino a 1 metro con fiori bianchi, unisessuali che si formano in una grande e sospesa infruttescenza.

## Distribuzione e habitat
Phoenix sylvestris si trova in molte aree dell'India, nel Pakistan meridionale, nello Sri Lanka, nel Nepal, nel Bhutan, in Birmania e, nel Bangladesh. Sono anche stati rintracciati vari esemplari di palma silvestre in varie isole fra cui le Mauritius, le Chagos, a Porto Rico e nelle Isole Sopravento Settentrionali.
Questa specie cresce in aree pianeggianti e nelle macchie naturali fino a 1300 m sul livello del mare.

## Usi
Il frutto maturo della palma presenta una colorazione rosso porpora e viene utilizzato per produrre vino e gelatina. La linfa, anch'essa commestibile, può essere bevuta fresca o trasformata in vino di palma o jaggery.